# Carlos Zayas
Carlos Zayas Mariategui (Palma de Mallorca, 30 de agosto de 1933 - Ibídem, 29 de noviembre de 2021) fue un periodista, político y ecologista español.

## Biografía
Licenciado en Derecho, fue uno de los fundadores de la revista Cambio 16, El Mundo y colaboró en Cuadernos para el Diálogo y España Económica. Durante la dictadura franquista fue un abierto opositor al régimen lo que le llevó a estar preso en 1958 y 1963. Miembro del Partido Socialista Obrero Español (PSOE), en las primeras elecciones democráticas en 1977 fue elegido diputado al Congreso por la circunscripción electoral de Teruel.
En 2009 manifestó su apoyo al partido Unión Progreso y Democracia. 
Una vez concluida su actividad política, y abandonar la militancia de partido, su potencial activista lo encauzó en la ecología. En sus últimos 20 años fue miembro d'Amics de la Terra - Mallorca (es una asociación ecologista de ámbito insular que pertenece a Amigos de la Tierra España que, a su vez, es representante en España de Amigos de la Tierra Internacional (Friends of the Earth International – FoEI), una de las más importantes federaciones ecologistas del mundo).
Fue pareja de la cantante Massiel, con quien tuvo un hijo, el analista financiero Aitor Carlos, (1977).
Desde el año 1984 estuvo casado con la bailarina y ecologista inglesa Sandy Hemingway, con quien tuvo una hija, la arquitecta Fiona (1984). 
En el año 2021 publicó sus memorias con el título ‘Memorias de un aristo(a)crata, una vida antifranquista, socialista y ecologista". Estas fueron presentadas en julio de 2021 en un acto público celebrado en Mallorca, en el Museo de Ciencias Naturales de Sóller / Jardín Botánico. Sóller fue la ciudad de Mallorca en la que residió desde el año 1994.
Era descendiente del arquitecto Francesco Sabatini a través de su hija María Teresa, que contrajo matrimonio con el II marqués de Zayas. Su abuelo, Bartolomé de Zayas y Borràs, fue V marqués de Zayas.
Falleció en su ciudad natal el 29 de noviembre de 2021.